# Дело Слендермена
Дело Слендермена (англ. Slender Man stabbing) — преступление, совершённое 31 мая 2014 года в Уокешо, штат Висконсин, США. Две 12-летние девочки, Анисса Вейер и Морган Гейзер, заманили свою подругу Пэйтон Лейтнер в лес, где Гейзер нанесла ей 19 ножевых ранений в попытке «задобрить» вымышленного персонажа Слендермена. Пострадавшая выжила — ей удалось доползти до дороги, где её нашли и отвезли в больницу.
Во время расследования выяснилось, что Гейзер страдает от шизофрении, которая у неё не была ранее диагностирована. Спустя 3-4 года, в 2017 и 2018 годах Вейер и Гейзер были признаны невиновными по причине наличия психических заболеваний и помещены в психиатрические лечебницы на сроки от 25 лет до пожизненного и от 40 лет до пожизненного. 13 сентября 2021 года Вейер была досрочно освобождена. Она будет находиться под надзором до достижения 37 лет. 24 октября 2019 года, спустя более пяти лет после нападения, Лейтнер впервые дала интервью.
Данный инцидент привёл к большим дебатам касательно роли Интернета в жизни общества и его влиянии на детей. Сайт «Крипипасты Вики», из которого девочки узнали про Слендермена, был заблокирован во всех школах Уокешо. В ответ на нападение сообщество провело 24-часовой стрим на платформе YouTube и собрало 4 730 долларов для Лейтнер.

## Предыстория

### Слендермен

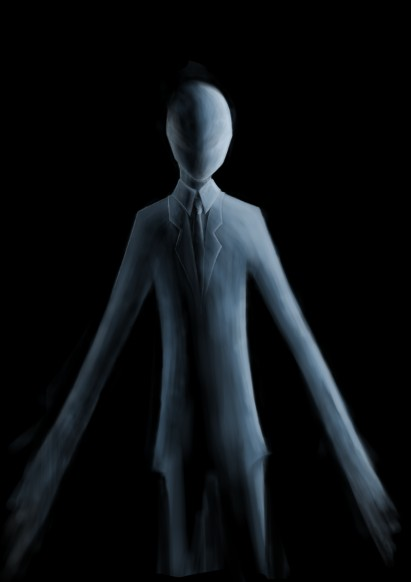
Художественное изображение Слендермена

Сле́ндермен (англ. Slenderman) — вымышленный персонаж, созданный на онлайн-форуме «Something Awful» для конкурса в 2009 году.
Задача конкурса заключалась в том, чтобы участники взяли обычные фотографии и изобразили на них что-нибудь необычное (например, единорога). Один из участников форума под псевдонимом Victor Surge (настоящее имя — Эрик Кнудсен, англ. Eric Knudsen) использовал чёрно-белую фотографию, на которой были изображены дети на детской площадке, и поместил на задний план высокого человека в черном пиджаке и с длинными щупальцами за спиной. Данная фотография стала популярной, и вскоре люди начали создавать фан-арты, писать фанфики и наряжаться в Слендермена.
Согласно фанатским теориям, Слендермен является высоким, худым и безликим существом с белоснежной кожей и одетым в чёрный классический костюм. Иногда его изображают с щупальцами, растущими из-за спины. Он может вызывать амнезию, бессонницу, приступы кашля, параноидальное поведение у людей, также может их телепортировать. Его часто изображают прячущимся в лесу или преследующим детей.

### Вейер, Гейзер, Лейтнер
- Ани́сса Ве́йер (англ. Anissa Weier) родилась 10 ноября 2001 года в семье Билла и Кристи Вейер[8][9]. У Аниссы есть старший брат Уильям[10]. Известно, что Вейер оставляла тревожные комментарии в постах, содержащих контент с изображениями насилия или жестокости[11].
- Мо́рган Ге́йзер (англ. Morgan Geyser) родилась 16 мая 2002 года в семье Мэтта и Энджи Гейзер (род. 1979/1980)[12][13]. У девочки есть младший брат (ок. 2007/2008). Её часто называли «Мого»[14]. По словам родителей, в раннем детстве Гейзер начала проявлять отсутствие эмпатии. Причиной такого вывода стал семейный просмотр мультфильма «Бэмби», во время которого девочка «не расстроилась из-за смерти матери Бэмби»[13]. Во время судебного процесса стало известно, что сама Морган и её отец Мэтт страдают шизофренией[a][14].
- Пэ́йтон Изабе́лла Ле́йтнер (англ. Payton Isabelle Leutner) родилась 13 февраля 2002 года в семье Джозефа и Стейси Лейтнер[15]. У Пэйтон есть брат Кэйден, который младше её на 2 года[16][17].

До инцидента семьи Вейер и Гейзер проживали в комплексе «Sunset Apartments» по адресу Big Bend Road в Уокешо.

#### Взаимоотношения девочек
Гейзер и Лейтнер познакомились в четвёртом классе в школе «Horning Middle School». По словам последней, она начала общаться с Морган, увидев как-то раз её, сидящей в одиночестве. Вскоре они стали лучшими подругами. Они часто гуляли вместе после школы и ходили друг к другу на ночёвки. Однажды Гейзер, которой нравилась серия книг «Гарри Поттер», и Лейтнер представили, что в кафетерии за ними гонится Волан-де-Морт. Девочки тесно общались, вплоть до того, что Морган начала называть Пэйтон «Беллой». Позднее Гейзер говорила, что Пэйтон была её единственной подругой в тот период.
В шестом классе они начали тесно общаться с Аниссой Вейер. По мнению Лейтнер, встреча Гейзер и Вейер стала отправной точкой к произошедшему. Поводом их сближения стало увлечение «крипипастами» — историями, в сюжете которых часто фигурируют сверхъестественные силы и странные существа. Больше всего девочек впечатлила история о Слендермене. Данный интерес подруг пугал Пэйтон, однако та продолжала с ними общаться. Морган и Анисса поверили в существование Слендермена и решили, что должны стать его «слугами» и жить в «его замке». Девочки решили, что именно таким образом они смогут защитить свои семьи, а чтобы доказать свою верность, они должны кого-то убить. В итоге их выбор пал на Лейтнер.
С декабря 2013 года Гейзер и Вейер начали составлять план убийства Лейтнер. Для этого они придумали секретный шифр (напр., слово «крекер» означал «нож», «зуд» — необходимость убить Лейтнер). Первоначально Анисса и Морган собирались напасть на Пэйтон 30 мая 2014 года, то есть в день рождения Морган. Они планировали заклеить жертве рот, нанести удар в шею и сбежать, но так и не осуществили данный план. Позже они сообщили, что тогда чувствовали себя «слишком уставшими». В качестве места убийства был выбран национальный лес Николет в Висконсине, в котором, по их мнению, располагалось поместье («замок») Слендермена.

## Покушение на убийство
30 мая 2014 года после уроков Лейтнер, Вейер и Гейзер помогали убраться в классе учительнице по чтению и письму Джилл Вайденбаум (англ. Jill Weidenbaum). Затем Мэтт Гейзер отвёз девочек в скейт-парк «Skateland», где они оставались до 21:30. Далее девочки устроили пижамную вечеринку в доме Морган, чтобы отпраздновать её 12-летие. Подруги играли в компьютер и наряжались.
На следующий день после завтрака клубникой и пончиками девочки отправились в парк Дэвида (англ. David’s Park). С собой в парк Гейзер взяла кухонный нож, предназначенный для резки овощей и стейков. Там девочки решили напасть на Лейтнер в общественном туалете. Гейзер стала удерживать Лейтнер, и Вейер предприняла попытку вырубить её. Однако Морган в приступе истерики отпустила Пэйтон, и Анисса попросила последнюю выйти на улицу. После этого она начала успокаивать Гейзер и предложила напасть на жертву в лесной части парка. Предлогом пойти туда стала игра в прятки.
Лейтнер не ушла от девочек, несмотря на нападение. Девочки отправились к лесной части парка. Там Гейзер и Вейер предложили подруге сыграть в прятки. Хотя Пэйтон не хотела играть, девочки настойчиво уговорили её. Гейзер начала первой водить, а Вейер и Лейтнер — прятаться. Когда девочки спрятались, Анисса схватила Пэйтон, но та смогла вырваться. Гейзер и Вейер начали спорить по поводу того, кто должен напасть на Лейтнер. В итоге Анисса уговорила Морган совершить задуманное, и та нанесла Пэйтон 19 ножевых ранений в руки, ноги и туловище. Во время атаки Лейтнер кричала, что доверяла девочкам и теперь ненавидит их. Она попыталась сбежать от них. После нападения Вейер взяла жертву за руку, увела дальше в лес и велела ей лечь. Гейзер перевязала некоторые раны Пэйтон листьями, после чего девочки покинули её, пообещав привести помощь.

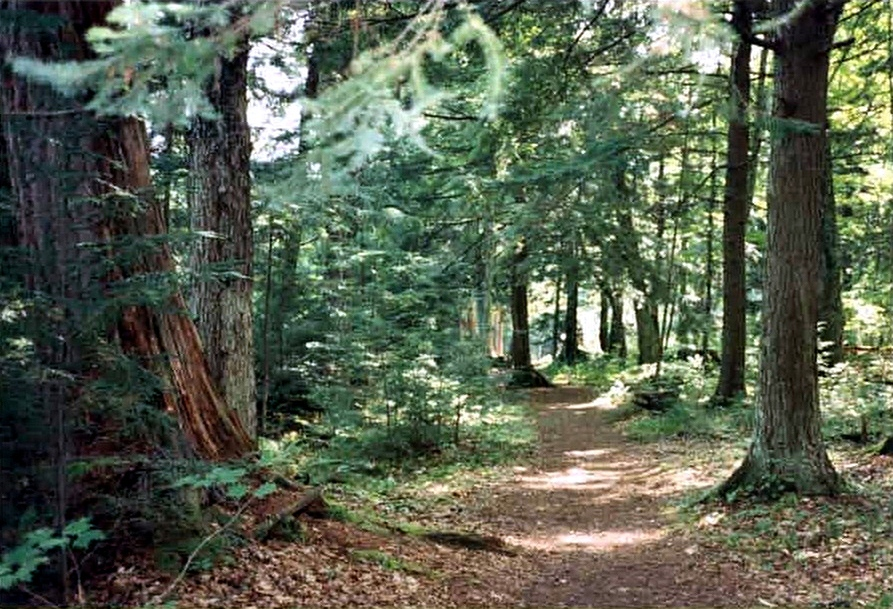
Лес Николет

Считая, что Лейтнер умерла, Гейзер и Вейер направились в «Walmart» смыть кровь и набрать воды. Затем они направились в лес Николет. С собой они взяли бутылки для воды, батончики мюсли и фотографии семьи на память. Спустя 5 часов девочки были обнаружены возле федеральной автострады № 94.
После ухода нападавших Пэйтон Лейтнер доползла до ближайшей дороги, где её обнаружил велосипедист Грег Стейнберг (англ. Greg Steinberg). По его словам, девочка сообщила, что на неё напали. Стейнберг позвонил в 911 и сообщил о ситуации с Лейтнер. Через несколько минут прибыла полиция и скорая помощь.
Офицер Дэн Кляйн (англ. Dan Klein) первым ответил на звонок велосипедиста.

«[Она] еле двигалась. Подойдя к ней, я представился: «Привет, я офицер Дэн. Вы в порядке?» Она сказала: «Нет». Как только я подошёл поближе, я начал замечать чуть больше крови, и чем ближе я подходил, тем больше крови видел».
Оригинальный текст (англ.)[She] wasn't moving a whole lot. As I approached her I said, 'Hi, I'm Officer Dan. Are you OK?' She said, 'No'. As I got closer, I started to see a little bit more blood, and the closer I got, the more blood I saw.
В больнице Лейтнер ожидали детективы Мишель Труссони (англ. Michelle Trussoni) и Том Кэйси (англ. Tom Casey). Пэйтон успела назвать им имена нападавших перед введением наркоза. Раны на руках и ногах не представляли угрозы для жизни девочки, однако был задет желудок, поджелудочная железа и почти задета крупная артерия, находящаяся около сердца. «Если бы нож прошёл дальше на ширину человеческого волоса, она бы не выжила», — сказал доктор Джон Келеман, который оперировал Лейтнер.

## Реакция

### Родители
После нападения на Лейтнер полицейские приехали в дом семьи Гейзер в поисках Морган. В тот момент Энджи Гейзер пылесосила на цокольном этаже. Полицию встретил 6-летний брат Морган. Семье сообщили, что одна из трёх девочек была ранена, а Морган с другой девочкой не было рядом с ней. Через некоторое время им сообщили, что Морган была найдена и им надо проехать в полицейский участок. Гейзеры отправились в участок, договорившись, что бы ни случилось, они отменят поездку на фестиваль, посвящённый медиафраншизе «Звёздный путь», чтобы наказать дочь. После того, как родителям Морган сообщили, что ту обвиняют в преднамеренном убийстве, Энджи Гейзер стало плохо.
Когда полиция впервые приехала к Кристи Вейер, ей сказали, что Анисса пропала. Вейер подумала, что её дочь была похищена. Когда соседи и правоохранительные органы начали искать девочек, Вейер нашла мобильный телефон своей дочери, который она оставила в доме Морган. Она начала проверить текстовые сообщения и список телефонных разговоров за последние несколько дней. В приложении «Блокнот» Вейер обнаружила прощальную записку.

«Это моё последнее пожелание тем, кому не все равно, не огорчайтесь из-за моего отсутствия, а помните меня такой, какой я была. Я люблю и ценю вас всех и не причинила бы вам вреда».
Оригинальный текст (англ.)This is my final wish to those who care, do not grieve my absence, but remember me for who I was. I love and cherish you all and wouldn’t do you harm.

### Общественность
После инцидента сайт «Крипипаста Вики» был заблокирован во всех школах Уокешо. Во вторник, после покушения, Эрик Кнудсен выложил пост: 

«Я глубоко опечален трагедией в Висконсине, и я всем сердцем сочувствую семьям тех, кто пострадал от этого ужасного инцидента».
Оригинальный текст (англ.)I am deeply saddened by the tragedy in Wisconsin and my heart goes out to the families of those affected by this terrible act.

Администратор «Крипипасты Вики» Sloshedtrain сказал, что покушение было единичным случаем и по нему нельзя судить крипи-сообщество в целом. Он также заявил, что «Крипипаста Вики» является литературным сайтом и ни в коем случае не поддерживает убийства или сатанинские ритуалы.
Сообщество крипипасты провело 24-часовую прямую трансляцию на YouTube (с 13 по 14 июня 2014 года) с целью сбора средств для Лейтнер. Администратор сайта «Крипипаста» Джо Йозововски (англ. Joe Jozwowski) сказал, что целью трансляции было показать, что члены сообщества поддерживают жертву и не терпят насилие в реальном мире. В итоге было собрано 4 730 долларов. 12 августа губернатор штата Висконсин Скотт Уокер (англ. Scott Walker) издал прокламацию, в которой 13 августа 2014 года был объявлен днём «пурпурных сердец для исцеления», тем самым призвав жителей Висконсина надеть одежду фиолетового цвета в этот день, чтобы поддержать жертву. Он также высоко оценил «силу и твёрдость духа» Лейтнер во время её реабилитации.
29 августа в городе Мадисон (штат Висконсин) за несколько дней до возвращения Лейтнер в школу состоялся однодневный фестиваль братвурста, проведенный в её честь. На нём продавали хот-доги и колбасу для сбора денежных средств на медицинские расходы. Мероприятие было организовано более 250 волонтёрами, собравшими в общей сложности более 70 000 долларов для Пэйтон.
Данный инцидент привёл к большим дебатам о роли Интернета в жизни общества и его влиянии на детей. Отставной агент Федерального бюро расследований Джон Эгельхоф (англ. John Egelhof) утверждал, что Интернет превратился в «чёрную дыру», которая затягивает детей в более жестокий мир. Он предположил, что лучшим способом избежать будущих инцидентов является усиление контроля родителей за детьми в Интернете и обучение детей отличать правильное от неправильного. Доцент искусства средств массовой информации в Университете Джорджии Шира Чесс заявила, что крипипаста не более опасна, чем рассказы о вампирах или зомби. Она утверждала, что веб-сайты про крипипасту полезны, и что они позволяют людям проявить свой писательский талант.

## Расследование и судебный процесс
Гейзер и Вейер были доставлены в полицейский участок и помещены в раздельные комнаты. Детектив Труссони допрашивала Аниссу Вейер, а детектив Кэйси — Морган Гейзер. До допросов детектив Труссони предполагала, что причиной нападения стала ссора из-за мальчика. Детектив Кейси отметил, что Гейзер не выглядела встревоженной из-за возможной гибели Лейтнер. Вейер чувствовала вину за случившееся, однако утверждала, что нападение было необходимо для задабривания Слендермена.
У девочек были взяты анализы для проведения теста ДНК. Нож (орудие покушения) был найден в сумке одной из них. Следователи обнаружили в шкафчике Морган Гейзер блокноты с записями и рисунками Слендермена. В её спальне бывший полицейский, нанятый командой юристов Гейзер, Дэвид Джаниш (англ. David Janisch) нашел рисунки Слендермена и изуродованных кукол, у которых были отрезаны руки и ноги. Полиция также обнаружила электронные письма Гейзер, которые та отправила Вейер с указанием удалить историю своего поиска в интернете. По словам детектива Кэйси, при изучении компьютера Морган было найдено много подобных запросов: «как избежать наказания за убийство», «какой вид безумия у меня?». По её мнению, данные запросы доказывали, что нападение было спланированным.
Через неделю после нападения к Лейтнер пришла детектив Шэлли Фишер (англ. Shelly Fisher). Потерпевшая рассказала, что после атаки подруги смотрели на неё с пустым взглядом.
После допросов Вейер и Гейзер были переведены в воспитательную колонию Уэст-Бэнд (англ. West Bend Juvenile Facility). По законам штата Висконсин, детей старше 10 лет должны судить как совершеннолетних, если они обвиняются в предумышленном убийстве. 2 июня 2014 года окружной суд округа Уокешо постановил, что Аниссу и Морган будут судить как взрослых, и предъявил им обвинение в покушении на предумышленное убийство первой степени. Девочкам грозил срок до 65 лет лишения свободы. Сумма залога составила 500 000 долларов за каждую обвиняемую.
1 августа судья объявил Морган Гейзер недееспособной, поскольку врачи подтвердили наличие шизофрении. Её следующая дата суда была назначена на 12 ноября. 15 сентября адвокат Аниссы Вейер заявил, что та также является психически недееспособной. 22 октября судебный психолог провел осмотр Вейер перед слушанием.
18 декабря судья округа Уокешо Майкл Борен (англ. Michael Bohren) признал обеих девочек компетентными и назначил новое слушание на февраль 2015 года.
16 февраля Энтони Коттон (англ. Anthony Cotton), адвокат Гейзер, заявил, что Морган покушалась на Лейтнер, поскольку считала, что если она не убьёт Пэйтон, Слендермен убьёт её саму. По его мнению, данный факт должен был изменить первую степень на вторую. Однако 13 марта Борен отверг данный аргумент адвоката.
28 апреля адвокаты Гейзер потребовали уменьшить залог обвиняемой и разрешить ей переехать в Академию Милуоки, которая является женским лечебным центром в Воватосе. В связи с тем, что данный объект не охранялся и Гейзер могла сбежать оттуда, Борен отказал в её переводе. В ответ на отказ в снижении залога, Энджи Гейзер запустила петицию на сайте change.org. Целью данной петиции было получение доступа к лечению психических заболеваний. 2 574 человек поставили свои подписи.
26 мая судебно-психологические экспертизы показали, что существует низкий риск того, что Вейер повторно совершит преступление, и высокая вероятность успеха её лечения.
17 июня была обнародована информация о том, что шизофрения, диагностированная у Гейзер, может быть наследственной.
10 августа Борен объявил, что представители защиты не смогли убедить его в том, что дела должны быть переданы в суд по делам несовершеннолетних, где девочки могли получить только три года лишения свободы и тщательный надзор до 18 лет. По его мнению, «необходимо убедить общественность и обвиняемых тоже в том, что серьёзное правонарушение должно рассматриваться на серьёзной основе, обеспечивающей защиту для всех». После отказа в передаче дела в суд по делам несовершеннолетних Борен снял ограничение на публичный показ лиц девочек в СМИ, который наложил во время процесса принятия решения.
8 сентября адвокаты девочек подали запрос в апелляционный суд об отмене решения судьи о передаче дела в обычный суд. Первая заявка была подана перед Рождеством, однако юристы штата потребовали дополнительного времени для ответа. Дело было приостановлено до вынесения решения апелляционным судом.
В январе 2016 года гражданский судья одобрил отправку Гейзер в государственную психиатрическую больницу, где она должна была получить первое лечение от шизофрении, включая те лекарства, которые, по словам её адвоката, могут подавлять голоса воображаемых друзей Морган. Её поместили в центр для несовершеннолетних в Уэст-Бенде.
27 июля апелляционный суд постановил, что Вейер и Гейзер будут судить как совершеннолетних. Суд поддержал решение судьи первой инстанции, вынесенное в предыдущем году. Энджи Гейзер высказала своё разочарование по поводу данного решения и отметила, что суд исказил информацию о том, что её дочь отказывается от лекарств от шизофрении.
В августе представители Гейзер подали заявление о её невиновности по причине психического заболевания. Двум врачам было поручено оценить состояние Морган и определить, могло ли состояние девочки послужить причиной для оправдательного приговора.
В сентябре Анисса Вейер признала себя невиновной по причине психического заболевания. Судья Борен поручил двум врачам провести осмотр девочки до 6 октября.
В августе 2017 года Вейер признала себя виновной в покушении на убийство второй степени в качестве соучастницы преступления.
В сентябре начался судебный процесс против Аниссы. По словам её адвокатов, Гейзер внушала Вейер идею об убийстве во имя Слендермена и подстрекала подругу сделать это. 10 из 12 присяжных сошлись во мнении, что Анисса страдала психическим расстройством во время нападения, и что это помешало ей адекватно оценить свои действия. Адвокат Вейер Маура Макмэхон (англ. Maura McMahon) сообщила, что её клиент почувствовала облегчение от решения присяжных. В том же месяце Гейзер, которая должна была предстать перед судом в октябре, признала себя виновной по предъявленным обвинениям. Тем не менее она не была привлечена к уголовной ответственности, и было решено оставить девочку в государственной психиатрической больнице, где Морган проходила лечение на протяжении 18 месяцев.
В декабре 2017 года Аниссу Вейер приговорили к 25 годам лечения в институте психического здоровья округа Уиннебейго (англ. Winnebago Mental Health Institute) в Ошкоше. Девочка должна была провести как минимум три года принудительного лечения в психиатрической больнице с последующим наблюдением до достижения возраста 37 лет.
В феврале 2018 года Морган Гейзер согласилась пойти на сделку со следствием и призналась в намерении убить Лейтнер. Гейзер было предъявлено обвинение в покушении на убийство первой степени. Как и Вейер, она была признана невменяемой. Морган приговорили к максимальному сроку до 40 лет принудительного лечения в институте психического здоровья Уиннебейго.
В январе 2019 года адвокат Гейзер подал апелляцию, в которой утверждалось, что подсудимую не должны судить как взрослую. По мнению адвоката, Морган решила убить свою одноклассницу, чтобы спасти свою семью от Слендермена.
В августе 2020 года апелляционный суд второго округа штата Висконсин отклонил ходатайство Гейзер о повторном рассмотрении дела в качестве несовершеннолетней. Её адвокат Мэтью Пинкс (англ. Matthew Pinx) утверждал, что суду следовало предъявить девушке обвинение в покушении на убийство второй степени, а не первой, и утверждал, что Морган дала показания до того, как ей зачитали права Миранды. В сентябре он обратился в Верховный суд Висконсина с просьбой пересмотреть данное решение.
В ноябре 2020 года Вейер подала ходатайство об условно-досрочном освобождении, заявив, что она больше не представляет угрозы для себя или других людей.
В январе 2021 года Верховный суд Висконсина отказался рассматривать апелляцию о пересмотре статуса Гейзер.
В марте Вейер вновь просит условно-досрочно освободить её из государственной психиатрической больницы. В письме она отметила:

«Я ненавижу свои действия, совершённые 31 мая 2014 года, но после бесчисленных часов терапии я больше не испытываю из-за них ненависти к себе».
Оригинальный текст (англ.)I hate my actions from May 31, 2014, but through countless hours of therapy, I no longer hate myself for them.

Три назначенных судом эксперта пришли к выводу, что Анисса готова к условно-досрочному освобождению, а её адвокаты утверждают, что во время пребывания в лечебном учреждении девушка вела себя прилежно. Однако прокуроры посчитали, что Вейер по-прежнему представляет опасность для окружающих и не должна быть освобождена.
1 июля судья округа Уокешо Майкл Борен дал чиновникам штата 60 дней на составление плана условного освобождения Вейер, которая до наступления 37 лет будет иметь куратора из департамента здравоохранения Висконсина. Осенью 2021 года судья штата Висконсин постановил освободить Вейер из психиатрической больницы.
13 сентября 2021 года Анисса Вейер была освобождена. Она не может покидать округ Уокешо без разрешения. Сайты и программы, которые использует Анисса, будут проверяться. Помимо этого, девушке запрещено пользоваться любыми формами социальных сетей. Вейер также должна принимать лекарства и регулярно посещать консультации при сопровождении специалистов. Кроме того, во время испытательного срока она должна будет жить с отцом.
10 августа 2022 года Морган Гейзер отозвала заявление на условно-досрочное освобождение из психиатрической больницы Уиннебейго.
В мае 2023 года Гейзер повторно подала заявление на досрочное освобождение из психиатрической больницы. Согласно судебным записям, стороны потребовали, чтобы к осмотру девушки привлекли тех же врачей, что и в июне 2022 года.

## Дальнейшие события

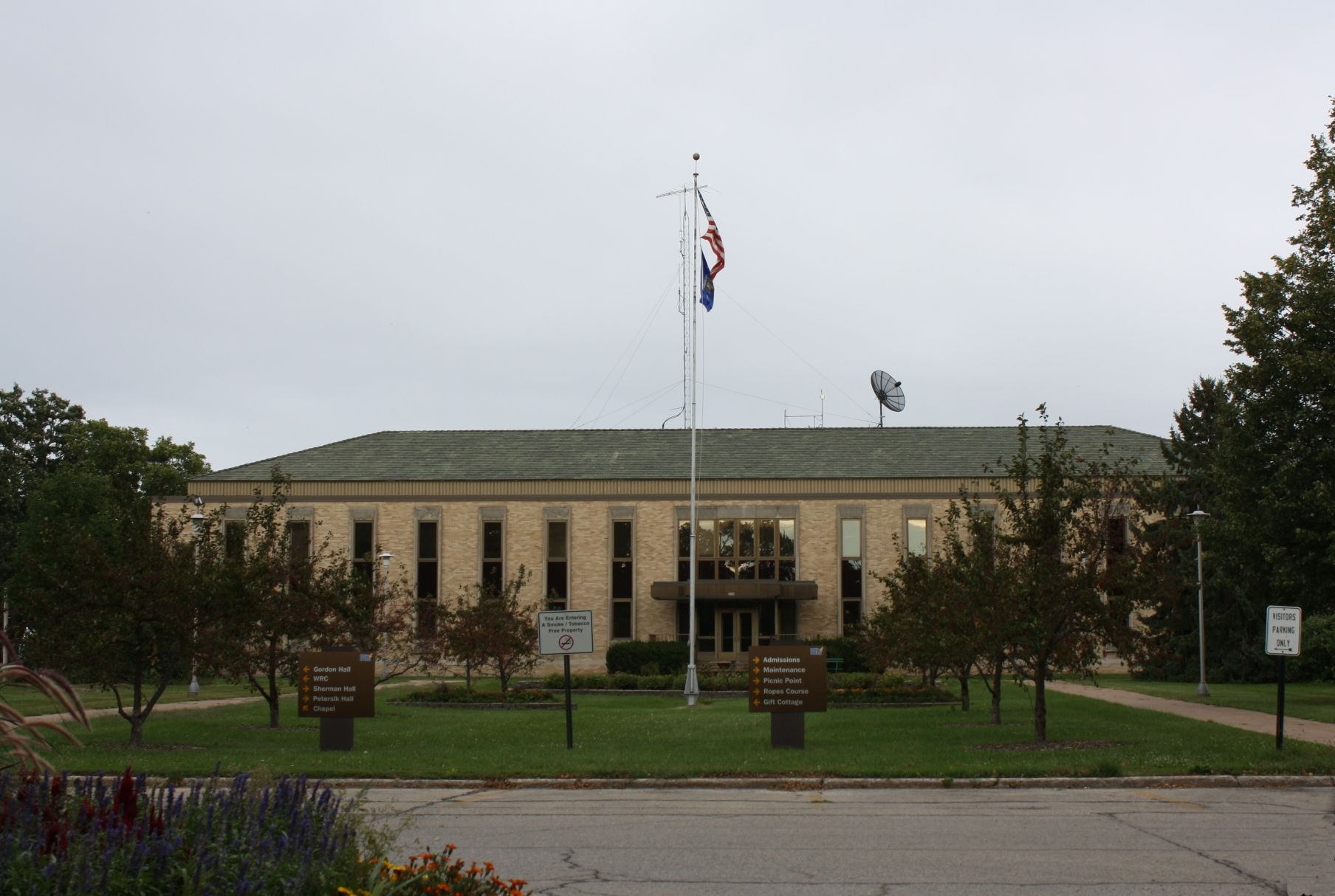
Институт психического здоровья округа Уиннебейго

6 июня 2014 года Пэйтон Лейтнер была выписана из больницы. Люди со всего мира присылали ей сообщения и делали пожертвования в фонд, созданный для помощи в оплате медицинских счетов. В сентябре 2014 года Лейтнер смогла вернуться в школу. Она никогда не ходила на судебные заседания и не давала показаний против нападавших.
В декабре 2017 года Стейси Лейтнер опубликовала 2-х страничное заявление, в котором сообщалось о жизни их семьи после нападения. В нём говорилось, что Пэйтон завела новых друзей, с которым она путешествовала по восточному побережью. Также она посещала клуб французского языка и ездила с ним в Канаду. Однако, по мнению Стейси, её дочь сильно изменилась.

«Она стала более сдержанной и осторожной. Она держала всех на расстоянии вытянутой руки и никогда никого не подпускала слишком близко. Она погрузилась в школьную деятельность, пытаясь отвлечься от неопределённости своей жизни; всё, что она знала о своём доме и своей семье, было другим. И она не знала, как с этим справиться».
Оригинальный текст (англ.)She was more reserved and more cautious. She held everyone at arm’s length and never let anyone get too close. She immersed herself in school in an attempt to distract herself from the uncertainty of her life; everything she knew about her home and her family was different. And she didn’t know how to cope with that.

Оставшиеся шрамы постоянно напоминали девушке о случившемся, и иногда она чувствовала себя некомфортно (например, при покупке купальников). Стейси Лейтнер рассказала, что нападение повлияло на младшего брата Пэйтон, которому в то время было 10 лет. По словам матери, мальчик чувствовал себя «забытым» после возвращения сестры домой и постоянного внимания, которое ей оказывали во время восстановления. Также нападение негативно повлияло и на брак родителей, из-за которого у них появились некоторые разногласия.
В октябре 2019 года Пэйтон впервые дала интервью программе «20/20» канала ABC. Там она рассказала, что она смогла «принять» свои шрамы. На вопрос о том, что она скажет, если снова встретит Гейзер, Лейтнер ответила, что поблагодарит её за случившееся, поскольку это нападение вдохновило Пэйтон на карьеру в медицине.
Нападавшие с 31 мая 2014 года находились под стражей. Морган Гейзер с февраля 2018 года содержится в институте психического здоровья Уиннебейго. На своей странице в Facebook Энджи Гейзер часто выкладывает фотографии с дочерью и повышает осведомлённость о шизофрении.
Анисса Вейер содержалась в институте Уиннебейго с декабря 2017 по 13 сентября 2021 года, после чего была освобождена (см. выше).
11 апреля 2024 года суд отклонил просьбу Морган Гейзер о досрочном освобождении от 40-летнего пребывания в Институте психического здоровья Уиннебейго.

## В популярной культуре
- 5 ноября 2014 — вышел шестой эпизод 16-го сезона телесериала «Закон и порядок: Специальный корпус» под названием «Гнев Глазгомэна[англ.]», основанный на данном инциденте[74].
- Март 2016 — компания HBO Films[англ.] выпустила документальный фильм об инциденте под названием «Остерегайтесь Слендермена». Его премьера на HBO состоялась 23 января 2017 года[75].
- 10 августа 2018 — вышел в прокат фильм «Слендермен» с Джоуи Кинг в главной роли. Сеть кинотеатров штата Висконсин решила не показывать данный фильм[76]. Отец Аниссы Билл Вейер посчитал, что фильм пытается извлечь выгоду из инцидента[77].
- 14 октября 2018 — на канале Lifetime был показан фильм под названием «Ужас в лесу» (англ. Terror in the Woods). В фильме снялись Элла Вест Джерриер, София Грейс МакКарти, Скайлар Морган Джонс, Анджела Кинси, Дрю Пауэлл и Кэрри Худ. Кристина Риччи стала исполнительным продюсером фильма[78][79].
- 31 октября 2018 — эпизод сериала «Мыслить как преступник» «Высокий человек» также был вдохновлён этой историей[80].
- 31 марта 2019 — на Netflix был выпущен фильм «Мёрси Блэк[англ.]» (англ. Mercy Black — «Тёмное милосердие») с участием Даниэлы Пинеды. Снятый режиссёром Оуэном Эджертоном и выпущенный Blumhouse Productions, фильм рассказывает историю двух девушек, больных шизофренией, которые пытаются убить свою подругу, полагая, что дух по прозвищу «Тёмное Милосердие» даст им взамен подарок. Позже одна из главных героинь выпускается из психиатрической больницы, и ей приходится иметь дело с реальными и паранормальными последствиями её действий[81].
- В марте 2024 года вышел роман «В тёмном зеркале» (англ. In A Dark Mirror) писательницы Кэт Бэйкер. Сюжет романа основывался на данном деле[82].

## Комментарии
1. ↑  В подростковом возрасте Мэтт Гейзер был госпитализирован не менее четырёх раз для лечения шизофрении[14].
2. ↑  Джилл Вайденбаум была любимой учительницей Гейзер[18].
3. ↑  Гейзер нарядилась в Дейту из сериала «Звёздный путь: Следующее поколение», Лейтнер — в принцессу в розовом платье, а Вейер — в собственного персонажа «Прости-тролля»[18][19].
4. ↑  Морган уговаривала Аниссу напасть на подругу, а Анисса — Морган[18][19].
5. ↑  5 ударов пришлось на руки, 7 — на ноги[18][19].
6. ↑  У Пэйтон осталось 25 шрамов после инцидента: 19 — от ранений, 6 — от операций[15].